# The Road Movie
The Road Movie (Originaltitel: Дорога) ist ein Found-Footage-Film des russischen Regisseurs Dmitri Kalaschnikow aus dem Jahr 2016. Der aus Dashcam-Videos montierte Kompilationsfilm zeigt Extremsituationen im russischen Straßenverkehr und liefert über das Zusammenspiel massiver Gewalt und stoischer Gelassenheit der Betroffenen Einsichten in die russische Mentalität. Der Film kam mit der Tagline „S#!t's about to get real“ in die US-amerikanischen Kinos und schaffte es 2018 auf die Longlist der Academy Awards.

## Inhalt
Aus dem Blick durch die Windschutzscheibe russischer Verkehrsteilnehmer setzt sich in The Road Movie ein Bild Russlands zusammen. Quer durch die Landschaften und Jahreszeiten wird der Zuschauer Zeuge außergewöhnlicher Naturphänomene, wie dem Meteor von Tscheljabinsk, Starkregen, Eis und Schnee, aber auch kollidierender Tanklastwagen, Massenkarambolagen, Schlägereien bis hin zu Schießereien und ringsum brennender Wälder.
Die Fahrzeugführer und Passagiere hinter den Dashcams bleiben meist unsichtbar, kommentieren allerdings das Geschehen. Nach dem versehentlichen Töten einer Flugente wird schnell entschieden, den Kadaver mitzunehmen. Eine Frau leuchtet mit dem Feuerzeug in den Tank ihres Wagens und wird umgehend mit den Folgen ihres Tuns konfrontiert, während der Fahrer hinter der Dashcam den Rückwärtsgang einlegt. Bricht ein Wagen durch die Leitplanke einer Brücke und landet in einem Fluss, akzeptieren die Fahrzeuginsassen umstandslos, dass die Fahrt schwimmend fortgesetzt wird.
Niemand von den Protagonisten taucht wiederholt im Film auf, die Ereignisse sind mit dem Umschnitt auf die nächste Szene abgeschlossen. Gleich bleibt lediglich die Perspektive auf die Straße und die Regel, dass jede Szene neue Extreme auslotet.

## Hintergrund und Veröffentlichung
Filmemacher Dmitri Kalaschnikow kam über die Arbeit für eine der staatlichen Verkehrspolizeidienststellen, für die er die von Straßenkameras erfassten Unfälle auswertete, erstmals mit dem Phänomen russischer Dashcam-Videos in Berührung. Er erkannte die besondere dokumentarische Qualität dieser Videos, da sie ohne die Einwirkung eines Autors oder Kameramanns entstanden. Wie sie installiert würde, so filme die Autokamera. Auf Beleuchtung, Bildkomposition, Handlung und Thematik werde kein Einfluss mehr genommen. Erst nachdem etwas passiert sei, kehre die Anwesenheit der Kamera ins Bewusstsein zurück, weshalb das Agieren der Passagiere sehr authentisch wirke, meinte der Regisseur in einem Interview mit dem russischen Online-Magazin Bumaga.
Aus 56 Stunden veröffentlichter Dashcam-Videos montierte Kalaschnikow einen knapp 70-minütigen Film. Besondere Aufmerksamkeit schenkte er dabei dem aufgezeichneten Ton in den Fahrgastzellen. Während im Bild die Welt gezeigt wird, in der wir leben, sage der Ton mehr über uns selbst aus. Kalaschnikow verglich seinen Auswahlprozess mit dem Kuratieren einer Ausstellung. Ob die Zuschauer sich darauf einließen oder nicht, entscheide darüber, ob The Road Movie als Film akzeptiert oder als bloße Kompilation von YouTube-Clips abgelehnt werde. Über die aufgeworfene Grundsatzfrage, was ein Film ist oder darf, meinte John Semley von der kanadischen Zeitung The Globe and Mail: „Es macht zugegebenermaßen mehr Spaß, darüber nachzudenken als zuzusehen – eine Tatsache, die den Film in einer zeitgenössischen Kinokultur, für die in der Regel das Gegenteil gilt, nur noch sympathischer macht.“
Im Stadium des Rohschnitts gelang es Kalaschnikow und seiner belarussischen Produzentin Wolja Tschajkowskaja auf dem Internationalen Filmfestival Karlsbad weitere Co-Produktionspartner und den US-amerikanischen Filmvertrieb Syndicado für den Film zu gewinnen. Am 20. November 2016 wurde The Road Movie auf dem Internationalen Dokumentarfilmfestival Amsterdam (IDFA) uraufgeführt. Auf dem FEST New Directors New Films Festival in Espinho (Portugal) gewann er 2017 den Preis für den besten Dokumentarfilm. Am 19. Januar 2018 startete der Film in den US-amerikanischen Kinos und kam als einer von knapp 200 Filmen auf die Oscar-Liste für den besten Dokumentarfilm.
Dmitri Kalaschnikow widmete The Road Movie seinem Regie-Dozenten Dmitri Sidorow, der wenige Monate vor der Premiere verstarb. Im Jahr zuvor hatte Kalaschnikow sein dokumentarisches Porträt Film o ljubwi über Sidorow auf dem internationalen Filmfestival Visions du Réel in Nyon (Schweiz) vorgestellt.

## Rezeption
The Road Movie wurde von der internationalen Presse ausführlich diskutiert. Dabei ging es überwiegend um die Wirkung auf den Zuschauer, die Frage, ob das Verhalten im Straßenverkehr Verallgemeinerungen auf die russische Gesellschaft zulasse, und die Frage, inwiefern hier überhaupt von einem Film im herkömmlichen Sinne gesprochen werden könne.

### Wirkung als Spektakel
Brian Orndorf schrieb auf Blu-Ray.com: „Die große Attraktion von The Road Movie ist der Schockwert, und davon hat Kalaschnikow reichlich. Aber er portioniert die Zerstörung vorsichtig und hat mehr Spaß daran, die Seltsamkeiten zu zeigen, wenn die Fahrer unterwegs skurrilen Ereignissen begegnen.“
Leigh Monson vom Substream Magazine fand: „Diese Vignetten verfügen über die Art von perfekt dosiertem Humor, der nur durch Situationskomik und eine angemessene emotionale Distanz zu den dargestellten Sachschäden erreicht werden kann.“
Walter Addiego vom San Francisco Chronicle schrieb: „Filmemacher Dmitri Kalaschnikow drängt uns zu keinem Zeitpunkt eine Interpretation auf, aber das hat er auch kaum nötig. Trotz der manchmal abgedrehten Inhalte hat der Film keine Mühe, beim Zuschauer ein Gefühl des Grauens zu wecken, denn eine Katastrophe jagt die nächste. Kalaschnikow ist auch klug genug, The Road Movie auf 67 Minuten zu beschränken. Mehr braucht er nicht, um diese besondere Vision der Hölle zu schaffen. (Und das übrigens, ohne blutige oder verstümmelte Körper zu zeigen.)“ Die Abwesenheit expliziter Gewalt fiel auch Joe Reid vom Decider auf: „Es ist alles sehr unblutig, also keine Sorge, dass Sie abgetrennte Gliedmaßen und ausgemergelte Hirschkadaver oder so etwas sehen werden. Das ist nicht Gesichter des Todes. [...] Es ist ein bisschen wie die folgenlose Gewalt der Looney Tunes.“
Nick Schager von The Daily Beast resümierte: „[The Road Movie] ist eine unvergessliche, unerschütterliche Erinnerung daran, dass das Überleben im Allgemeinen und insbesondere hinter dem Steuer oft nicht in unserer Hand liegt.“

### Blick auf die Gesellschaft
In The Hollywood Reporter hieß es: „Spannend und witzig, gelegentlich ergreifend und oft fast unglaublich, fängt [der Film] gewisse soziologische Eigenheiten ein und bleibt dennoch universell zugänglich. Als Nischenprodukt wird er Kalaschnikow viele Fans bescheren, auch wenn man sich fragt, wie er daran anknüpfen könnte, ohne sich selbst zu kopieren.“
Andrew Todd vom Online-Filmmagazin Birth.Movies.Death lobte den Film und versuchte sich an einer Erklärung für die darin gezeigten Exzesse: „The Road Movie hat den Anspruch, etwas Größeres zu werden als die Summe seiner Teile. Als Clip-Compilation hat er wohl kaum einen anderen Sinn als Unterhaltung: Mit einem gemütlichen Zuhause und viel Alkohol wäre er wahrscheinlich ein unglaubliches Gemeinschaftserlebnis. Aber als Einzelwerk betrachtet, zeichnet The Road Movie ein faszinierendes Bild von Russland als einer Nation, die so voller Verzweiflung ist, dass sie gar nicht anders kann, als ein nächstes Level an Verrücktheit hervorzubringen.“
Teo Bugbee von der New York Times erkannte ein sich durch den Film ziehendes gemeinsames Verhaltensmuster: „Am merkwürdigsten ist vielleicht noch, dass die Fahrer während des Chaos nur selten Panik zeigen. Sie werden ständig überwältigt, aber der einzige Bruch in ihrem kollektiven Stoizismus ist das Vertrauen auf die Kameras, die das Chaos einfangen. Die Kamera bietet keinen Schutz; sie liefert nur ein Zeugnis. Zum Glück für das Publikum ist es angenehmer, Anarchie anzuschauen, als sie zu mitzuerleben.“ Der Filmkritiker Roger Moore ging noch weiter und bezweifelte in seinem Blog Rogersmovienation.com den Nutzen der Dashcam-Videos als Beweismittel: „Deshalb ist Russland das Dashcam-Zentrum der Welt. Sie wissen, dass schlimme Dinge passieren werden. Sie wollen einfach nur Beweise, auch wenn sie nicht daran glauben, dass es in einem System, das diese Anarchie zulässt, so etwas wie Gerechtigkeit gibt.“
Dennis Harvey von Variety plädierte für Zurückhaltung vor Verallgemeinerungen: „Ohne zusätzlichen Kommentar oder Text auf dem Bildschirm (abgesehen von den Daten der Dashcam) überlässt es The Road Movie den Zuschauern, ihren eigenen sozialen Kontext, ihre eigene moralische Lehre oder einen anderen Interpretationsrahmen zu finden. Ob das dokumentierte Verhalten ein Spiegelbild der modernen russischen Gesellschaft ist, müssen die Russen selbst entscheiden...“

### Filmische Form
David N. Butterworth von La Movie Boeuf schrieb: „Manch einer mag bezweifeln, dass The Road Movie ein echter Film ist – wahrscheinlich dieselben Leute, die sich gerne über Andy Warhols Empire streiten –, aber er ist eine ziemlich effektive öffentliche Aufklärung, wenn sonst nichts. Ich für meinen Teil habe nach diesem aufrüttelnden Ausflug meinen toten Winkel viel genauer unter die Lupe genommen.“
Vikram Murthi von RogerEbert.com äußerte sich über die collagenhafte Form ambivalent: „Kalaschnikows Schnittschema mit seinen thematischen Reimen und nahtlosen Übergängen erhebt The Road Movie über den Supercut-Status, aber [der Film] spielt sich immer noch wie ein Greatest-Hits-Tape. Daran ist, ehrlich gesagt, nichts auszusetzen. The Road Movie mag zwar leicht sein, wird aber nie zu langweilig und selten eintönig, was angesichts der Natur des Werks bemerkenswert ist.“
Jared Mobarak von The Film Stage antizipierte eine Diskussion mit Kritikern des Films: „Auch wenn ich es sehr schätze, dass Kalaschnikow sich nicht mit Kapiteltiteln, Erzählungen oder Erklärungen von Regierungsvertretern in das Filmmaterial einmischt, muss man sich doch fragen, ob ein bisschen mehr Führung The Road Movie vor der Gefahr bewahrt hätte, als glorifizierte YouTube-Playlist abgewertet zu werden. Das ist es definitiv nicht – sein Auge für intuitiven Schnitt und visuelle Themen ist bemerkenswert und wird geschätzt – aber gegen jemanden zu argumentieren, der anderer Meinung ist, wird kein leichter Kampf sein.“
Charles Bromesco von Vulture schlug mit dem Begriff „Viraler Film“ eine neue Genrebezeichnung vor und hält The Road Movie für ein „starkes Argument dafür, dass der auf YouTube herumtreibende Müll die letzte Grenze des Kinos sein könnte. Werfen wir also einen Blick auf diesen mutigen neuen Horizont und stellen wir uns vor, welche widerspenstigen neuen Formen entstehen könnten, nachdem die Russen die Tore aufgesprengt haben. In der neuen Avantgarde ist alles erlaubt.“